# Eichengruppe in Isernhagen-Süd
Die Eichengruppe in Isernhagen-Süd in Hannovers Stadtteil Isernhagen-Süd wird als Naturdenkmal unter der Nummer ND-H 243 geführt. Nach ihrer Art gehört die Gruppe von 17 Bäumen (2021) zu den Stieleichen (Quercus robur).
Die für die Aufgaben der unteren Naturschutzbehörde zuständige Region Hannover begründete die Unterschutzstellung dieser Eichengruppe mit dieser Beschreibung:
Die Eichen bilden eine lockere bis dichte Gruppe. Sie stehen auf einer eingezäunten Grasfläche von etwa 1000 m² Größe. Sie sind teilweise stark verzweigt und haben breite Kronen, die bis über die Straße reichen.
und nannte als Schutzzweck
Die (ehemals 22) Eichen wurden zur Holzgewinnung und als Schattenspender für Weidevieh von einem Landwirt gepflanzt. Der Eichenbestand ist deutlicher Zeuge der dörflichen Vergangenheit. Er kann als ‚Eichenkamp‘ gelten, wie es von Alters her für Niedersachsenhöfe typisch war. Daher hat er besondere heimatkundliche Bedeutung.
Den Standort beschreibt die Verordnung:
Isernhagen-Süd in der Gabelung der Straße „Im Kamp“
und nennt als Flurdaten
Hannover-Isernhagen-Süd, Flur 25, Flurstück 1/38.
Die Eichengruppe wurde Anfang April 2021 nicht mehr eingezäunt vorgefunden, sie ist aber gegen das Parken von Fahrzeugen durch eine Reihe großer Feldsteine geschützt. Ein achtzehnter Baum der Gruppe war im Winter 2020/2021 gefällt worden. Zwei Eichen sind vor einer Reihe von Jahren nachgepflanzt worden. Ein Informationsschild mit Hinweisen auf die historische Bedeutung der Baumgruppe gibt es vor Ort nicht.